# ウォルター・ウェルドン
ウォルター・フランク・ラファエル・ウェルドン（Walter Frank Raphael Weldon 1860年3月15日－1906年4月13日）は、イギリスの進化学者、動物学者、生物測定学者。

## 生涯
1860年、ジャーナリストで産業化学者であったウォルター・ウェルドンと妻アン・コットンの第二子としてロンドンに生まれた。一家はウェルドンが13歳になるまで満足に学校に通えないほど頻繁に各地を転々と移住した。そのため、地元の聖職者を家庭教師として教育を受けた。1873年、レディングで全寮制の学校に入学した。3年後にユニバーシティ・カレッジ・ロンドン（以下UCL）に入学。そこで動物学者レイ・ランケスターとデンマークの数学者オラウス・ヘンリシ(Olaus Henrici)について学んだ。
1877年にキングス・カレッジ・ロンドン、1878年にはケンブリッジ大学セント・ジョンズ・カレッジに移った。そこで彼に多大な影響を与えることになる発生形態学者フランシス・バルフォアとともに学んだ。当初は医学の道を目指していたが、ウェルドンは医学で成功することを諦めた。1881年に自然科学コースを優等で卒業。この大学時代に、弟ダンテを失っている。同1881年秋に海洋生物を研究するためナポリ動物学研究所のチームに加わった。1882年にケンブリッジ大学に戻ると同時に、無脊椎動物形態学の講師に任命された。また、セント・ジョンズ・カレッジの会員となった。1884年からは無脊椎動物形態学の助教授に昇進。
1883年3月、ウィリアム・テッブの娘フローレンスと結婚。彼女はウェルドンの研究を支えた。フローレンスとの結婚の後、彼は休暇の全てを妻とともに海洋生物の研究が行える場所で過ごした。
1886年、バハマを訪問。この訪問は、彼の研究に大きな利益をもたらした。プリマスに海洋生物研究所を創設すると、ウェルドンとフローレンスは休暇のほとんどをそこでの研究に費やすようになった。1888年からはケンブリッジで過ごすのと同程度の時間をプリマスで送り始めた。講義を行うためだけにケンブリッジに通い、講義のない6月から1月まではプリマスで過ごした。
1889年、UCLでランケスターの跡を継ぎ動物学ジョドレル教授に就任した。1890年にはロンドン王立協会の会員に選出された。協会の記録は彼が当時の偉大な動物学者たち、ハクスリー、ランケスター、ポールトン、ニュートン、フラワー、ロマネスと他の人々から支持されたことを明らかにする。1899年、オックスフォード大学の動物学リナカー教授となった。
ウェルドンは1906年に急性肺炎のため死去し、オックスフォードのホーリーウェル教会に埋葬された。オックスフォード大学は1911年にウェルドン記念賞を設立した。

## 研究内容・業績
- 研究当初のテーマは、海洋生物の現象のより完全な理解と、それらの選択的な死亡率であった。しかし、その関心は次第に形態学から変異の問題と個体間の相互関係に移っていった。
- ウェルドンはフランシス・ゴルトンが育んだ統計技術を応用し始め、「動物の進化の問題は本質的に統計問題である」と考えた。ウェルドンはUCLの同僚の数学者カール・ピアソンと協働し、彼らの協力は互いにとって重要であった。彼らが共同研究を行った際に、ピアソンは現代的な統計学の基盤を作った。1893年までにロンドン王立協会の「個体変異の統計学的研究」委員会にゴルトン、ピアソンとともに加わった。1894年の生物の進化を統計学的な解明に関する著作では次のように書いている。

...ダーウィン主義的仮説は全く統計学的であり、統計学的手法は現在知られているうち唯一の、経験的に検証可能な仮説である。
1900年にメンデルの研究は再発見された。これはウェルドン、ピアソンとウィリアム・ベイトソンの間に対立を引き起こした。ウェルドンの教え子であったベイトソンは生物測定学に強く反対した。この激しい論争は進化だけでなく、例えば統計的手法の価値のような方法論上の問題にまで及んだ。1906年のウェルドンの死去によって対立は弱まったが、生物測定学とメンデル遺伝学の間の一般的な議論は1930年代以降の総合進化説の成立まで続いた。

## 関連書籍

### 英語
- Pearson, Karl 1906. Walter Frank Raphael Weldon. 1860–1906. Biometrika 5: 1–52.
- W.B. Provine (1971) The origins of theoretical population genetics. University of Chicago Press.
- Magnello E. 2001. Walter Frank Raphael Weldon, in Statisticians of the Centuries (eds C.C. Heyde and E. Seneta) p261-264. New York: Springer.
- Shipley A.E. 1908. Walter Frank Raphael Weldon. Proc Roy Soc Series B 1908 vol 80 pxxv-xli.

- "On Certain Correlated Variations in Carcinus moenas" Proceedings of the Royal Society, 54, (1893), 318-329. An example of Weldon’s use of statistical methods
- Photograph of Weldon on the Portraits of Statisticians page.